# آوونسلی، ویکتوریا
آوونسلی (به انگلیسی: Avonsleigh) یک شهرک در استرالیا است که در ویکتوریا (استرالیا) واقع شده‌است.